# Jolanta Szołno-Koguc
Jolanta Małgorzata Szołno-Koguc (ur. 18 maja 1964 w Lublinie) – polska ekonomistka, doktor habilitowany nauk ekonomicznych, nauczyciel akademicki, związana m.in. z Uniwersytetem Marii Curie-Skłodowskiej w Lublinie, w latach 2011–2014 wojewoda lubelski.

## Życiorys
W 1997 na podstawie pracy Reforma polskiego systemu podatkowego w latach 1990–1995 (założenia a realizacja) uzyskała na Wydziale Ekonomicznym UMCS stopień doktora. Habilitowała się w tej samej jednostce w 2007 w oparciu o rozprawę zatytułowaną Funkcjonowanie funduszy celowych w Polsce w świetle zasad racjonalnego gospodarowania środkami publicznymi. Specjalizuje się w zakresie finansów publicznych i systemu podatkowego. Zawodowo od początku kariery naukowej związana z Uniwersytetem Marii Curie-Skłodowskiej, gdzie została profesorem nadzwyczajnym w Instytucie Ekonomii i Finansów. Była wykładowcą Wyższej Szkoły Finansów i Bankowości w Radomiu, została też profesorem Wyższej Szkoły Ekonomii i Innowacji w Lublinie.
Objęła stanowisko prodziekana Wydziału Ekonomicznego UMCS. Była doradcą ministra finansów, w 2006 pełniła funkcję koordynatora międzyresortowego zespołu ds. reformy systemu finansów publicznych. Została później doradcą ds. budżetu przy prezydencie Lublina. W latach 2006–2008 była członkinią rady nadzorczej Banku Gospodarstwa Krajowego. W 2009 została przewodniczącą Wspólnej Komisji Orzekającej w sprawach odpowiedzialności za naruszenie dyscypliny finansów publicznych. 12 grudnia 2011 objęła stanowisko wojewody lubelskiego. Zakończyła sprawowanie tej funkcji 11 marca 2014.
W 2006 otrzymała Brązowy Krzyż Zasługi.

## Publikacje
- Ekonomiczne i prawne problemy racjonalizacji wydatków publicznych (współredaktor), Wyd. UMCS, Lublin 2005.
- Ekonomiczne i prawne uwarunkowania i bariery redukcji deficytu i długu publicznego (współredaktor), Wyd. Wolters Kluwer, Warszawa 2011.
- Funkcjonowanie funduszy celowych w Polsce w świetle zasad racjonalnego gospodarowania środkami publicznymi, Wyd. UMCS, Lublin 2007.
- Główne wyzwania i problemy systemu finansów publicznych (współredaktor), Wyd. KUL, Lublin 2009.
- Podatkowe i niepodatkowe źródła finansowania zadań publicznych (współredaktor), Wyd. KUL, Lublin 2007.
- Proces dostosowywania polskich podatków pośrednich do standardów Unii Europejskiej (współautor), Wyd. UMCS, Lublin 2003.
- Reforma polskiego systemu podatkowego w latach 1990–1995 (założenia a realizacja), Wyd. UMCS, Lublin 2000.
- Uwarunkowania i bariery w procesie naprawy finansów publicznych (współredaktor), Wyd. KUL, Lublin 2007.